# Lidožravá zvířata
Jako lidožravá zvířata jsou označována ta, která cíleně útočí na lidi a požírají jejich maso. Nepatří sem zvířata, která lidské maso pozřela příležitostně, zaútočila na člověka kvůli nedostatku jiné potravy nebo ho zkonzumovala po jeho zabití v sebeobraně. Nicméně všechny tyto tři případy (zejména poslední dva) mohou dále vést k vytvoření návyku a následkem toho mohou i podpořit rozvoj lidožravého chování. Mezi lidožrouty se nepočítají mrchožrouti.
Lidé mohou být napadeni a zabiti mnoha živočichy, ale jen ti, kteří je pravidelně loví a konzumují, jsou skutečnými lidožrouty. Nejčastěji se jimi stávají tygři, lvi, levharti a krokodýli. Některé další druhy zvířat mohou výjimečně zařadit lidi do svého jídelníčku. Jedná se především o různé druhy medvědů, jaguáry, pumy, vlky, hyeny skvrnité, kojoty prérijní, psy dingo, větší škrtiče (zejména krajtu mřížkovanou, krajtu písmenkovou a anakondu velkou), varany komodské a žraloky.

## Vnímání lidožravých zvířat
Útoky na lidi kvůli potravě vedly k démonizaci dotyčných predátorů. Obavy z možného útoku podpořily sportovní lov tygrů, leopardů a lvů a vyhlazování či vyhánění dravých zvířat z území, která jsou v blízkosti lidských sídel. Strach z útoků na lidi inspiroval folklór, pověry, legendy a příběhy, které dravá zvířata charakterizují jako zlo.

## Příčiny
K výskytu lidožravého zvířete ve volné přírodě dochází velmi vzácně a to pouze za zvláštních okolností. Přirozeným chováním většiny zvířat včetně velkých predátorů je preventivní opatrnost před lidmi a vyhýbání se vzájemným kontaktům, což je dáno dlouhodobou zkušeností ze vzájemného soužití. Přesto mohou nastat okolnosti, které útok spustí. Zvířata napadají lidi, když je vnímají jako ohrožení své existence, svých mláďat nebo svého teritoria, ale obvykle se při tom potravou nestávají. Zvíře se může stát lidožravým, pokud nemá přístup ke své přirozené kořisti, buď kvůli jejímu nedostatku nebo kvůli svému hendikepu, a začne napadat lidi, když zjistí, že jde o dostupný zdroj potravy. U mnoha lidožroutů byla pozorována poškození chrupu nebo drápů, případně zhoršená pohyblivost zaviněná buď stářím nebo nějakým zraněním. Neozbrojení lidé jsou poměrně snadnou kořistí, kterou lze přemoct i přes nějaký vlastní hendikep. Nejde ovšem o pravidlo a lidožrouty se mohou stát i zvířata zcela zdravá. Mláďata, která byla krmená lidským masem, se nemusí nutně sama stát lidožrouty. Zatímco mláďata se budou živit poskytovanou potravou, tak pozdější nezávislost zpravidla přiměje zvíře vrátit se ke své přirozené potravě.

## Kočkovité šelmy

### Tygři
Záznamy ukazují, že tygry bylo usmrceno daleko více lidí než kteroukoliv jinou kočkovitou šelmou. V Indii zabíjeli tygři na počátku 20. století každoročně až 1 000 lidí, přičemž jenom bengálská tygřice z Čampávatu jich usmrtila 436. V mangrovovém lese Sundarbans bylo letech 1969-1971 tygry zabito 129 lidí. Na rozdíl od levhartů a lvů tygři zřídkakdy přepadávají lidské obydlí. Většina obětí se nacházela v tygřím teritoriu, když k útoku došlo. Navíc k nim dochází většinou během denních hodin. Sundarbans je nyní domovem pro přibližně 600 bengálských tygrů, kteří kdysi pravidelně zabíjeli 50 až 60 lidí ročně (v současnosti jsou to asi 3 oběti ročně). Nejpravděpodobnější teorie tento fenomén vysvětluje zvýšenou slaností vodních toků v oblasti, jež tygrům, kteří potřebují pít sladkou vodu, způsobuje chronické zdravotní potíže a činí je extrémně agresivními. Další teorie spojuje jejich krvežíznivost po lidech s konzumací lidských mrtvol vyplavených po velkých povodních zapříčiněných silnými monzunovými dešti, které jsou pro tuto oblast typické.

### Lvi
Lidožraví lvi útočí na lidi i přímo ve vesnicích, mnohdy bez ohledu na denní dobu, což ovšem také znamená, že jdou snadněji zlikvidovat než tygři. Stávají se lidožrouty ze stejných důvodů jako tygři: kvůli hladovění, stáří, hendikepu nebo nemoci, ačkoliv stejně jako u tygrů byli někteří lidožraví jedinci zcela zdraví. 

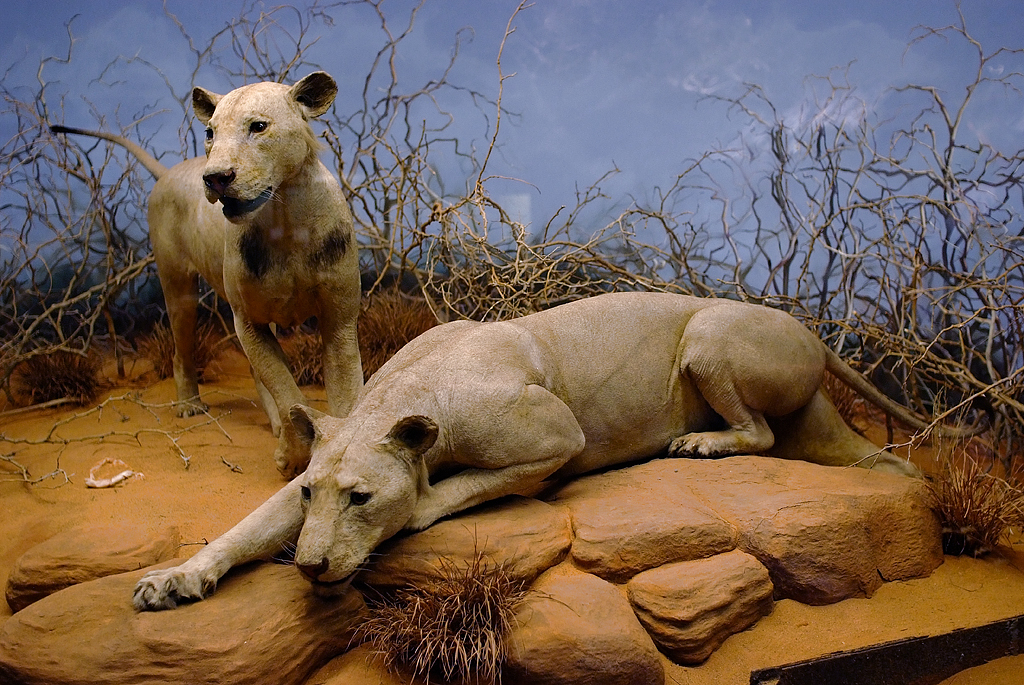
Vycpaní lidožrouti od řeky Tsavo, dvojice lvů, která v roce 1898 zabila desítky Indů pracujících na stavbě železnice v Keni.

K nejznámějšímu případu lidožravých lvů došlo v roce 1898 na území Britské východní Afriky, dnešní Keni. Při budování mostu pro nově zřízenou železnici přes řeku Tsavo dělníky terorizovali dva velcí samci lvů bez hřívy. Tvrdí se, že zabili a pozřeli nejméně několik desítek, případně až 135 dospělých mužů. Celý železniční projekt musel být pozastaven kvůli obavám z dalších útoků. Nakonec byli oba dva lvi vystopováni a zastřeleni hlavním inženýrem projektu.
Studie lidožravých lvů ukazují, že lidi loví jako doplněk ke stravě, nikoli kvůli přežití. V červenci 2018 jihoafrický zpravodajský web uvedl, že tři pytláci byli roztrháni a sežráni lvy v přírodní rezervaci v provincii Východní Kapsko v Jihoafrické republice.

### Levharti
Levhartů s lidožravou tendencí je velmi malé procento, ale i přesto jsou nepopiratelně hrozbou. Například tzv. panarský lidožrout zabil v Indii začátkem 20. století asi 400 lidí. Britský spisovatel a ochránce přírody Jim Corbett v jedné ze svých prací uvedl, že oproti tygrům, kteří se stávají lidožrouty zejména kvůli nějakému svému hendikepu, u levhartů k tomu běžně dochází po ochutnání lidských ostatků. V Asii leopardi útočí téměř výhradně v noci a bylo hlášeno, že často vylamují dveře a odtrhují doškové střechy, aby se dostali k lidem. V Africe dochází k útokům relativně méně často. Asi k nejdrastičtějšímu řádění levharta na tomto kontinentu došlo koncem 19. století v Somálsku, kdy jeden lidožrout zabil asi 100 lidí. Za drtivou většinu incidentů mohou levhartí samci, útoky samic jsou velmi vzácné. Napadenými bývají především ženy a děti.

### Pumy
V případě těchto šelem k útokům na lidi dochází jen velmi vzácné, přestože dosahují délky až 290 cm a hmotnosti i kolem 80 kg. Pro pumy není člověk typickou kořistí, na kterou jsou v mládí naučeni. Pokud se puma pouze nebrání (neútočí-li z pudu sebezáchovy v případě, že je lovena a zahnána do kouta) zaútočí obyčejně jen nemocný či vyhladovělý jedinec (tzn. v důsledku aberantního chování), nebo mladý nezkušený jedinec hledající si nové území a pohybující se v ne příliš známém prostředí, který si, patrně též pod vlivem stresu a hladu, člověka může splést s obvyklou kořistí (důkazem toho je fakt, že útočí způsobem podobným tomu, když loví potravu). Zaznamená-li ale člověka zdravá dospělá puma, obvykle se dá na útěk. K útokům na člověka dochází zejména v Severní Americe, kde přišla o velkou část svého území a je nucena dělit se o biotop s lidmi, jejichž populace neustále roste a v důsledku urbanizace zabírají čím dál více životního prostoru. V poslední době vzrůstá i populace pum, tudíž množství případů může mírně stoupat. K incidentům nejčastěji dochází koncem jara až léta, kdy subadultní (mladé) pumy opouštějí své matky a hledají si nové území. Napadají zejména děti nebo dospělé menšího vzrůstu. Jelikož se útoků dopouští převážně mladí nebo zesláblí jedinci, ve výsledku tedy méně zkušené nebo drobnější pumy, často se dospělý člověk dokáže i ubránit, vyplašit agresivní pumu údery (pěstmi, holí, deštníkem, hozeným kamenem apod.) nebo ji dokonce zabít. Existují však i případy bezúhonných střetnutí, ve kterých puma pouze hrozí, ale nezaútočí, a to třeba ani samice, která bránila svá koťata. Je však důležité, aby se člověk, ocitne-li se v takové situaci, zachoval správně a šelmu svým jednáním nevydráždil (např. útěkem).

### Jaguáři
Útoky jaguárů na lidi jsou velmi neobvyklé, dochází k nim v mnohem menší míře než u tygrů, lvů a levhartů. V minulosti byly nejspíše častější, a to alespoň v době po příchodu španělských conquistadorů do Ameriky. Riziko pro lidi by pravděpodobně vzrostlo, kdyby se snížilo množství kapybar, které jsou pro jaguára primární stravou.

## Psovití

### Vlci
Četnost, jakou vlci zabijí lidi, je nízká. Ve většině z mála případů, kdy dojde k útokům, jsou oběťmi děti. Faktorem přispívajícím k útokům je návyk na lidskou populaci, kvůli čemuž vlci přestávají mít z lidí strach a stávají se méně plachými, podobně jako městští kojoti. K útoku může dojít, když lidé záměrně povzbuzují vlky, aby se k nim přiblížili, obvykle nabízením potravy, nebo neúmyslně tím, že je nezastrašují. To potvrzují záznamy, které prokazují, že vlci v chráněných oblastech jsou k lidem méně obezřetní než vlci v oblastech, kde jsou aktivně loveni.

### Dingo
S pouhými dvěma potvrzenými úmrtími v Austrálii jsou útoky psem dingo na člověka raritou. Podobně jako vlci, psy dingo většinou útočí na malé děti. Pes dingo je jinak vůči lidem přirozeně plachý a vyhýbá se jim. Nejznámějším zaznamenaným útokem psa dingo je pohřešování devítitýdenní Azarie Chamberlainové. Oba její rodiče při výslechu uvedli, že zahlédli dinga, jak Azarii vytáhl z jejich stanu, když byla s rodinou na výletě k Uluru. V roce 2019 otec zabránil dingovi odtáhnout jeho 14měsíční dítě.

### Psi domácí
Přestože psi mají většinu z charakteristik typických pro lidožravá zvířata, lidožravými nebývají. Častěji lidi mohou být smečkami toulavých psů pokousáni, ale málokdy sežráni. Smečky toulavých psů se často vyskytují v zemích bývalého SSSR a v některých částech jižní Asie, jako je Indie. K útokům na lidi, které měly za následek smrt, došlo, ale za mnohými z nich stálo lidské pochybení.

### Kojoti
Drtivá většina útoků kojotů na lidi byla neúspěšná. K dnešnímu dni, kromě dvou fatálních případů, všechny známé oběti přežily díky aktivní obraně, útěku nebo příchodem záchrany, a pouze v jednou z případů byla oběť částečně sežrána.

## Hyenovití
Přestože se hyeny příležitostně živí lidskými mrtvolami, tak obecně jsou vůči lidem velmi ostražité, a to je činí méně nebezpečnými než odvážnější kočkovité šelmy. Nicméně jak hyena skvrnitá, tak menší hyena žíhaná jsou silní predátoři, kteří jsou schopni zabít dospělého člověka, a je známo, že na lidi zaútočí, pokud je nedostatek potravy. Stejně jako většina predátorů mají hyeny sklon směřovat útoky na slabší jedince, i přesto, že oba druhy mohou příležitostně napadnout i dospělého muže v plné síle. Hyena skvrnitá je nebezpečnější, jelikož je větší, dravější a agresivnější než hyena žíhaná.

## Medvědovití
Přestože medvědi na člověka útočí jen zřídka, jejich napadení člověku mnohdy přivodí smrtelná zranění kvůli mohutnosti a nesmírné síle gigantických masožravců. U medvědů není k usmrcení člověka ani nutný záměr konzumace. Územní spory a ochrana mláďat mohou mít za následek vyprovokování medvěda. Útoky skutečně lidožravých medvědů nejsou běžné, ale je známo, že k nim dochází, pokud jsou zvířata nemocná nebo pokud není dostatek potravy, což je vede k tomu, že sní vše, co mohou. V letech 1870 až 2014 bylo zaznamenáno celkem 73 útoků ledních medvědů, z nichž vzešlo 20 lidských obětí. Za většinou z nich stáli vyhladovělí dospělí samci. V červenci 2008 zabily desítky hladovějících medvědů hnědých dva geology pracující na lososí farmě na Kamčatce. Poté, co byly objeveny částečně snědené ostatky, ruské úřady zareagovaly zasláním profesionálních lovců, aby medvědy usmrtili. Lední medvědi, kteří nejsou zvyklí na přítomnost lidí, a proto k nim nemají zakořeněný strach, lidi loví pro potravu, ale se správnými opatřeními je není problém odradit.

## Plazi

### Krokodýlové
Krokodýlí útoky na lidi jsou běžné v místech jejich původního výskytu. Každý rok jsou krokodýlu nilskému připisovány stovky smrtících útoků. Protože se ve východní Africe vyskytuje vysoký počet jedinců krokodýla nilského, přítomnost lidí žijících v absolutní chudobě a/nebo bez infrastruktury zapříčinila, že tento krokodýl je zodpovědný za více útoků na lidi než všechny ostatní druhy krokodýlů dohromady. Také v Austrálii a jihovýchodní Asii jsou krokodýli, v tomto případě mořští, zodpovědní za mnoho útoků a v samotné Austrálii průměrně za několik úmrtí ročně. Dalším nebezpečným krokodýlem je krokodýl bahenní, který obývá jižní Asii a především v Indii ročně usmrtí několik lidí. Jistou hrozbu může představovat i krokodýl americký, ale k případným jeho útokům scházejí relevantní data.

### Aligátoři
Aligátoři loví lidi velmi zřídka. Došlo pouze k několika případům útoků, zejména se jednalo o útoky na malé děti a nemohoucí. Na rozdíl od mnohem nebezpečnějších nilských krokodýlů se většina aligátorů kontaktu s člověkem vyhýbá.

### Hadi
Jen velmi málo druhů hadů je fyzicky schopno spolknout dospělého člověka. I přesto se objevilo poměrně dost tvrzení, že obří škrtiči dospělé lidi skutečně žerou, avšak takových případů bylo potvrzeno pouze minimum. Za potenciálně nebezpečné jsou považovány krajta mřížkovaná, krajta tmavá, krajta písmenková a anakonda velká. V roce 2017 byly v Indonésii objeveny pozůstatky dospělého muže uvnitř 7 metrů dlouhého exempláře krajty mřížkované. Velcí škrtiči někdy uškrtí i kořist, která je příliš velká na to, než aby ji mohli spolknout. Je prokázáno, že větší škrtič může spolknout kojence nebo malé dítě.

### Ještěři
Varani komodští jsou jediným druhem ještěrů, který může konzumovat lidi. Protože žijí na odlehlém ostrově Komodo a v jeho okolí, k útokům dochází málokdy a také nemusí být hlášeny. Navzdory jejich velikosti jsou útoky na lidi často neúspěšné a obětem se většinou podaří vyváznout s lehčími zraněními.

## Hlodavci

### Krysy
Navzdory malé velikosti mohou krysy zabíjet lidi tím, že je ve velkém počtu ukousají. Někdy se usmrcení krysami používalo jako druh mučení.
Podle pověstí za královny Alžběty I. v londýnském Toweru existovala podzemní cela, kam stoupající voda z Temže vyplavila houfy krys. Do cely nemělo přístup žádné světlo a žalářníci s loučemi neměli dovoleno do cely vstupovat. Vězeň byl uvržen do naprosté tmy a jediné, co slyšel bylo cupitání krys, které mu posléze okusovaly maso z těla.

## Prasata
Přestože se nejedná o masožravce, prasata jsou zdatnými predátory a jsou schopná zabít a sežrat slabé lidi, kteří se jim nemohou ubránit nebo uniknout. Mnohé středověké soudy se zvířaty soudila prasata za pojídání dětí. Český vrah Ivan Roubal prý vyprávěl, že svá vietnamská prasata krmil některými z obětí. Toto tvrzení ale před vyšetřovateli a u soudu popřel.

## Ptactvo
Existuje hypotéza, že někteří orli korunkatí považují lidská mláďata za kořist. Mezi důkazy tohoto tvrzení patří jeden zaznamenaný útok, při němž se orel pokusil usmrtit sedmiletého chlapce a objev úlomku dětské lebky v hnízdě. To by z něj činilo jediného žijícího ptáka, o kterém je známo, že zařazuje lidi do svého jídelníčku. O jiných ptácích, jako jsou pštrosi a kasuáři, se ví, že několikrát lidi zabili v sebeobraně. Někteří jiní dravci občas na lidi zaútočí, ale zřejmě nikoliv za účelem predace. 
V roce 2019 byla v Etiopii zaznamenána řada incidentů, při nichž orel bojovný napadl a zabil jedno dítě a zranil další dvě. 
Některé fosilní důkazy naznačují, že v průběhu pravěku velcí draví ptáci příležitostně lovili prehistorické členy čeledi Hominidae. Předpokládá se, že Taungské dítě náležející k druhu Australopithecus africanus v Africe, zabil orlovitý pták podobný orlu korunkatému. Také se předpokládá, že vyhynulý orel Haastův mohl lovit lidi na Novém Zélandu, což by bylo v souladu s maorským folklórem, v němž se o lidožravém ptáku, zdánlivě připomínajícím orla, povídá.

## Ryby

### Žraloci
Pouze omezený počet druhů žraloků představuje vážnou hrozbu pro lidi. Nejnebezpečnější druhy nejsou potravními specialisty a přijmou jakoukoli potenciální potravu, na kterou narazí, nebo mohou člověka kousnout ze zvědavosti nebo kvůli záměně za jinou kořist (např. velký bílý žralok útočící na surfaře možná proto, že jejich siluetu považuje za svou oblíbenou kořist, lachtany). 
Z více než 568 druhů žraloků jsou jenom čtyři označované za skutečně nebezpečné lidem a zodpovědné za většinu útoků. Jsou to žralok bílý, žralok tygří, žralok bělavý a žralok dlouhoploutvý. Ale ani v mořích jimi obývaných nebývají útoky časté. Žraloci se stávají opravdovou hrozbou například při ztroskotání lodí a dlouhodobém pobytu velkého množství často poraněných plavců ve vodě, k čemuž kupříkladu docházelo za 2. světové války.

### Piraně
Ke smrtelným útokům piraní dochází zejména v povodí řeky Amazonky. V roce 2011 byl v Bolívii piraňami usmrcen opilý 18letý muž, který nešťastnou náhodou spadl do řeky a následkem mnoha otevřených ran způsobených kousnutími ryb vykrvácel. V blízkosti některých brazilských řek se nacházejí výstražné tabule, které plavce před možnou přítomností piraní varují.